# Miiko Albornoz
Miiko Martín Albornoz Inola (* 30. listopadu 1990 Stockholm, Švédsko) je švédsko-chilský fotbalový obránce, v současnosti působí v klubu Hannover 96. Účastník Mistrovství světa 2014 v Brazílii.
Na mládežnické úrovni reprezentoval Švédsko, na seniorské úrovni Chile. Otec je Čilan, matka Finka.

## Klubová kariéra
Na profesionální úrovni působil postupně v klubech IF Brommapojkarna, Malmö FF a Hannover 96.

## Reprezentační kariéra

### Švédsko
Nastupoval za švédské mládežnické reprezentace U17, U19 a U21.

### Chile
V A-mužstvu Chile debutoval v roce 2014.
Zúčastnil se Mistrovství světa 2014 v Brazílii, kde chilský národní tým vypadl po vyrovnané bitvě v osmifinále s Brazílií v penaltovém rozstřelu.